# Шевалье, Хокон
Хокон Морис Шевалье (англ. Haakon Maurice Chevalier, 10 сентября 1901 — 4 июля 1985) — американский писатель, переводчик и профессор французской литературы Калифорнийского университета в Беркли, наиболее известный благодаря своей дружбе с физиком Робертом Оппенгеймером, с которым познакомился в Беркли, Калифорния, США, в 1937 году.
Отношения Оппенгеймера с Шевалье и отношения Шевалье с возможным вербовщиком советской разведки заняли видное место на слушаниях Комиссии по атомной энергии США в 1954 году по поводу допуска Оппенгеймера к секретной информации, в результате которого допуск был отозван.

## Ранний период жизни
Шевалье родился 10 сентября 1901 года в тауншипе Лейквуд, штат Нью-Джерси, США, в семье Терезы Шевалье (урожденной Рогген) и Эмиля норвежского и французского происхождения соответственно.
Когда ему было двадцать с небольшим, Шевалье почувствовал влечение к морской романтике. Он отправился матросом на одно из последних коммерческих парусных судов, четырехмачтовую американскую шхуну «Розамонд», в путешествие к Южному океану и Кейптауну. Шевалье описал этой путешествие в книге «Последнее путешествие шхуны Розамонда» (The Last Voyage of the Schooner Rosamond).

## Карьера
В 1945 году Шевалье был переводчиком на Нюрнбергском процессе. Шевалье переводил на английский язык произведения Сальвадора Дали, Андре Мальро, Владимира Познера, Луи Арагона, Франца Фанона и Виктора Вазарели.

## Отношения с Оппенгеймером
Шевалье познакомился с Оппенгеймером в 1937 году в Беркли, когда был доцентом кафедры романских языков. Он считал Оппенгеймера коммунистом. Шевалье и Оппенгеймер совместно основали профсоюз учителей в Беркли, который обеспечивал пособия левым активистам.
В 1942 году Шевалье сообщил Оппенгеймеру о сильно его обеспокоившем разговоре, который имел с Джорджем Элтентоном. Речь шла о попытках СССР через Элтентона проникнуть в Манхэттенский проект. Этот короткий разговор, запоздалое сообщение Оппенгеймера о нем, попытки Оппенгеймера скрыть личность Шевалье стали одним из ключевых вопросов на слушаниях по вопросам безопасности Оппенгеймера в 1954 году перед Комиссией по атомной энергии. В результате расследования у Оппенгеймера отозвали допуск к секретной информации.
В 1981 году Шевалье дал интервью в документальном фильме «День после Тринити» (The Day After Trinity), номинированном на «Оскар». Фильм был посвящен Оппенгеймеру и атомной бомбе. 
Роль Шевалье в фильме Кристофера Нолана «Оппенгеймер» 2023 года сыграл Джефферсон Холл (Jefferson Hall).

## Личная жизнь
С 1922 по 1931 год он был женат на Рут Босли, затем на Барбаре Лэнсбург с 1931 по 1950 год и, в последний раз, на Кэрол Лэнсбург в 1952 году. У Шевалье было четверо детей от трех браков. 

## Дальнейшая жизнь и кончина
В 1950 году Шевалье потерял работу в Беркли после слушаний в Комиссии по расследованию неамериканской деятельности. Он не надеялся продолжить преподавательскую должность в США и переехал во Францию, где продолжил работать переводчиком. Шевалье ненадолго вернулся в Соединенные Штаты в июле 1965 года, чтобы присутствовать на свадьбе своей дочери в Сан-Франциско. Он умер в 1985 году в Париже в возрасте 83 лет. О причине смерти не сообщается.

## Переводы
- Vladimir Pozner. 1942. The Edge of the Sword (Deuil en 24 heures). Modern Age Books.
- Vladimir Pozner. 1943. First Harvest (Les Gens du pays).
- Kessel, Joseph. 1944. Army of Shadows (L'Armée des ombres). Alfred A. Knopf
- Malraux, André. 1961. Man's Fate. Random House Modern Library. ASIN B000BI694M
- Aragon, Louis. 1961. Holy Week. G. P. Putnam's Sons. ASIN B000EWMJ3A
- Dalí, Salvador. 1986. The Secret Life of Salvador Dalí. Dasa Edicions, S.A. ISBN 84-85814-12-6
- André Maurois, 1962. Seven faces of love. Doubleday. ASIN B0007H6IX4
- Michaux, Henri. 1963. Light Through Darkness. Orion Press. ASIN B0007E4GJ0
- Vasarely, Victor. 1965. Plastic Arts of the Twentieth Century, Volume 1. Editions du Griffon. ASIN B000FH4NZG
- Fanon, Frantz, A Dying Colonialism 1965

## Дополнительные статьи
- Роберт Оппенгеймер
- Слушание по делу Оппенгеймера о безопасности

## Внешние ссылки
- 1982 Audio Interview with Haakon Chevalier by Martin Sherwin Voices of the Manhattan Project
- Primary sources used by Herken in Brotherhood of the Bomb
- Annotated bibliography for Haakon Chevalier from the Alsos Digital Library for Nuclear Issues
- Vladimir Pozner se souvient